# Comté de Woodson
Le comté de Woodson est l’un des 105 comtés de l’État du Kansas, aux États-Unis.

## Géolocalisation
|                    | Comté de Coffey  | Comté d’Anderson |
| Comté de Greenwood | Comté de Woodson | Comté d’Allen    |
|                    | Comté de Wilson  | Comté de Neosho  |